# Ulrichite
La ulrichite è un minerale.